# Toribash
Toribash — компьютерная игра в жанре пошагового файтинга, основанная на физике ragdoll. Она была создана шведским программистом-одиночкой Хампусом Сёдерстрёмом (швед. Hampus Söderström aka hampa), позже основавшим компанию Nabi Studios в Сингапуре. Toribash является финалистом Independent Games Festival 2007 года в номинации «Инновационный дизайн».
Toribash распространяется по модели Free-to-play и по состоянию на 2013 год продолжает развиваться и периодически обновляться. Также была выпущена версия для Wii, которая отличается от оригинала менее качественной графикой и изменёнными звуками. В 2012 году также была создана упрощённая 2D-версия игры под названием Minibash, распространяющаяся на платформах iOS и Android.

## Геймплей
Управление в игре осуществляется изменением положения (расслаблением, напряжением, сгибанием и разгибанием) суставов отображаемой на экране куклы. Также можно сделать ладони «липкими» и схватиться за противника. Нажимая пробел, игрок делает ход и продвигает время на определённое количество фреймов (по умолчанию в default.tbm — 10). Когда при правильных манипуляциях одна кукла бьёт другую, то, при правильном приложении силы, часть тела может оторваться или сломаться. Правильно управляя куклой, можно выполнять довольно сложные атаки.
Цель игры — заработать как можно больше очков в течение боя путём нанесения ударов противнику или уложить соперника на пол для его дисквалификации.
В большинстве игровых модификаций (айкидо, дзюдо и т. п.) целью игры является дисквалификация противника. Это происходит, когда сустав или другая часть тела (обычно — кроме ладоней, запястий и стоп) касается пола или когда любая часть тела касается пола за пределами игровой зоны.
Существует много стилей игры, основанных на количестве фреймов за ход, длине боя, расстоянию между противниками и легкостью отрывания или перелома частей тела. Есть также много различных модификаций, как официальных, так и созданных игроками. Эти модификации могут изменить вид куклы, воздействовать на её движение, а также добавить новые объекты к окружению.

## Разработка игры
Релиз первой версии Toribash состоялся в марте 2006 года. По состоянию на 2018 года игра достигла версии 5.2
На начальных этапах разработки игра представляла собой две простейшие куклы, двигавшиеся посредством толчка тех или иных частей тела в определённую сторону или изменением состояния джоинтов. Позже первый способ управления был отменён и игра в целом приобрела вид, существующий вплоть до последних версий.
Перед выпуском версии 1.98 Hampa изменил тему в канале Toribash IRC и выложил линк для скачивания версии 1.98 beta с встроенным в игру файлом «swords.tbm» для того, чтобы проверить сервер в многопользовательском режиме. Файл представлял собой модификацию «Swords Mod», которая изменяла одну руку на меч, а в другой руке появлялся щит. «Swords.tbm» стал первым способом изменения персонажей в Toribash, а официальная поддержка модификаций стала доступна с релизом версии 2.0.
С выходом версии 2.0 игра приобрела статус условно-бесплатной. Полная версия игры включала в себя онлайн-комнаты, специально настроенные под различные модификации, возможность регистрации своего никнейма для предотвращения его воровства и возможность участвовать в турнирах. В ходе развития второй версии Toribash были введены в использование Lua-скрипты, позволявшие игрокам создавать свои модели и значительно расширять функциональность игры, позже была введена возможность использования текстур любой части тела (прежде свои текстуры можно было использовать только на голове).
23 октября 2007 на IRC-канале игры появилась шутка, размещенная одним из администраторов, что выход новой версии игры 3.0 задерживается до февраля 2008. Много пользователей стало создавать на форумах плохие новости, но спустя 3 дня, 26 октября официально вышла новая версия игры Toribash 3.0. С выходом 3.0 игра стала вновь распространяться по модели Free-to-play.
Версия 3.0 стала поддерживать шейдеры, что помогло сделать графику значительно лучше, чем в предыдущих версиях, окружающая обстановка в игре стала абсолютно свободной.
Версия 3.1 включала бета-опции для получения доступа к Torishop в главном меню и возможности совершать покупки за Toricredits, выигранных в турнирах и кубках. Также была улучшена физика игры.
Начиная с версии 3.5 была приостановлена разработка новых версий для Linux.
Ожидание четвёртой версии началось ещё летом 2009 года, когда в сети появились скриншоты якобы версии 4.00, иллюстрировавшие использование технологии Real-Time Raytracing. Вплоть до марта 2010 года никакой новой информации о разработке не поступало, однако 25 марта 2010 года появился альфа-релиз версии 3.9, поддерживавшей вышеупомянутую технологию. После этого какие-либо новости о разработке новой версии опять пропали практически до момента её выхода.
Toribash 4.0 была выпущена 6 сентября 2012 года и включала в себя сразу ряд нововведений. Стали доступны волосы, текстуры джоинтов, была добавлена новая система триггеров, а также ряд дополнений вроде нового звукового оформления игры. К тому же в версии 4.0 был добавлен новый Modmaker, позволяющий любому игроку самостоятельно создавать модификации без сторонних скриптов или использования текстовых редакторов. С введением нового Modmaker были сняты прошлые ограничения на количество объектов, доступных в модификации, и теперь этот показатель позволяет создавать полноценное окружение из построек, более сложных дорог и т. д.
В версии 4.4, вышедшей 30 мая 2013 года, было реализовано изменение скорости проигрывания повтором: теперь при просмотре повторов их можно ускорить, замедлить, остановить или даже запустить в обратную сторону.
Версия 4.5 принесла возможность значительного изменения внешнего вида окружения при помощи Atmospheres Script, включённого в игру.

## Отзывы
| Иноязычные издания | Иноязычные издания |
| Издание            | Оценка             |
| ------------------ | ------------------ |
| PC Gamer (UK)      | 87/100             |
| PC Gamer (US)      | 68/100             |

Игра получила преимущественно положительные отзывы. На сайте-агрегаторе Metacritic игра получила 90/100 от ресурса PC Format, 87/100 от PC Gamer (UK) и 68/100 от PC Gamer (US).
Летом 2018 года, благодаря уязвимости в защите Steam Web API, стало известно, что точное количество пользователей сервиса Steam, которые играли в игру хотя бы один раз, составляет 2 371 160 человек.